# Бугульчан
Бугульчан (баш. Бөгөлсән) — село в Куюргазинском районе Башкортостана, административный центр Ленинского сельсовета.

## История
Появилось как поселение новокрещёных чувашей и крещёных и некрещёных татар недалеко от старой пристани. Название его происходит от характера местности — изгиб р. Белая.
В 1764 г. башкиры Тамьянской волости Каскын Самаров, Мукас Тлявкеев и другие припустили выходцев из разных уездов Оренбургской губернии новокрещёных чувашей и татар, составлявших 24 двора, сроком на 20 лет с уплатой по 50 коп. с каждого двора. Эти земли находились «по течению реки Белой на левой стороне близ урочища, называемого Бугульчан, Красный Яр тож, подле реки Бальзи, впадающей в тое Белую реку, где наперёд сего имелись казённые соляные анбары», которые существовали с пристанью до 1766 г., перенесённые затем по течению Белой к месту впадения в неё Ашкадара. Пристань получила название Стерлитамакской, к возке соли из Илецкой защиты было приписано 1200 тептярей и бобылей. Затем, 1790—1791 гг., по 100 чувашей и татар переселилось в с. Мелеуз. В конце XVIII в. село было населено в основном владельческими русскими крестьянами.
В годы Крестьянской войны Бугульчан сыграл определённую роль как место переправы через р. Белая. Ещё в октябре 1773 г. повстанцы прошли через Бугульчанскую пристань в сторону Воскресенского завода, сюда направили 1270 башкир и мишарей во главе с Алибаем Мурзагуловым и Салаватом Юлаевым, присоединившимися к Пугачёву; в этом районе действовали повстанческие полковники Каскын Самаров и Каранай Муратов, сын и племянник Кинзи Арсланова — Селявсин Кинзин и Кутлугилда Абдрахманов. В мае 1774 г. через Белую в 7 верстах от Бугульчана переправился отряд пугачёвского полковника Н. А. Овчинникова.  Подавляя восстание, стояли на переправе генерал-майор Голицын и полковник Шепелев.

## Географическое положение
Находится на берегу реки Белой.
Расстояние до:
- районного центра (Ермолаево): 24 км,
- ближайшей ж/д станции (Кумертау): 18 км.

## Население
| 2002 | 2009 | 2010 |
| ---- | ---- | ---- |
| 581  | ↗606 | ↘582 |

Национальный состав
Согласно переписи 2002 года, преобладающая национальность — русские (81 %).

## Религия
В селе есть православная церковь Покрова Пресвятой Богородицы.